# J. Ross Robertson Cup
J. Ross Robertson Cup je trofej udělovaná každoročně v ledním hokeji vítězi playoff kanadské juniorské hokejové ligy: Ontario Hockey League. Pohár je pojmenován po Johnu Rossovi Robertsonovi, který byl prezidentem Ontario Hockey Association v letech 1899–1905.
Pohár byl původně udělován vítězi playoff Ontario Hockey Association. V sezóně 1933–34 byly po rozdělení ligy změněny stanovy a trofej byla nově určena pro vítěze Juniorské divize A v OHA. V sezóně 1972–73, poté co se i tato divize rozdělila na další dvě úrovně, tak byl pohár určen pro vyšší hlavní A divize OHA. Hlavní trofejí zůstala i po změnách názvu ligy v roce 1974 (Ontario Major Hockey League) a v roce 1980 (Ontario Hockey League).

## Vítězové 1934 – současnost
Seznam vítězů J. Ross Robertson Cupu od roku 1934 po současnost. Týmy, které vyhrály Memorial Cup, jsou označeny tučně.
| Rok  | Družstvo                                   |
| ---- | ------------------------------------------ |
| 2018 | Hamilton Bulldogs                          |
| 2017 | Erie Otters                                |
| 2016 | London Knights                             |
| 2015 | Oshawa Generals                            |
| 2014 | Guelph Storm                               |
| 2013 | London Knights                             |
| 2012 | London Knights                             |
| 2011 | Owen Sound Attack                          |
| 2010 | Windsor Spitfires                          |
| 2009 | Windsor Spitfires                          |
| 2008 | Kitchener Rangers                          |
| 2007 | Plymouth Whalers (klub zanikl)             |
| 2006 | Peterborough Petes                         |
| 2005 | London Knights                             |
| 2004 | Guelph Storm                               |
| 2003 | Kitchener Rangers                          |
| 2002 | Erie Otters                                |
| 2001 | Ottawa 67's                                |
| 2000 | Barrie Colts                               |
| 1999 | Belleville Bulls (klub zanikl)             |
| 1998 | Guelph Storm                               |
| 1997 | Oshawa Generals                            |
| 1996 | Peterborough Petes                         |
| 1995 | Detroit Junior Red Wings (klub zanikl)     |
| 1994 | North Bay Centennials (klub zanikl)        |
| 1993 | Peterborough Petes                         |
| 1992 | Sault Ste. Marie Greyhounds                |
| 1991 | Sault Ste. Marie Greyhounds                |
| 1990 | Oshawa Generals                            |
| 1989 | Peterborough Petes                         |
| 1988 | Windsor Spitfires                          |
| 1987 | Oshawa Generals                            |
| 1986 | Guelph Platers (klub zanikl)               |
| 1985 | Sault Ste. Marie Greyhounds                |
| 1984 | Ottawa 67's                                |
| 1983 | Oshawa Generals                            |
| 1982 | Kitchener Rangers                          |
| 1981 | Kitchener Rangers                          |
| 1980 | Peterborough Petes                         |
| 1979 | Peterborough Petes                         |
| 1978 | Peterborough Petes                         |
| 1977 | Ottawa 67's                                |
| 1976 | Hamilton Fincups (klub zanikl)             |
| 1975 | Toronto Marlboros (klub zanikl)            |
| 1974 | St. Catharines Black Hawks (klub zanikl)   |
| 1973 | Toronto Marlboros (klub zanikl)            |
| 1972 | Peterborough Petes                         |
| 1971 | St. Catharines Black Hawks (klub zanikl)   |
| 1970 | Montréal Junior Canadiens (klub zanikl)    |
| 1969 | Montréal Junior Canadiens (klub zanikl)    |
| 1968 | Niagara Falls Flyers (klub zanikl)         |
| 1967 | Toronto Marlboros (klub zanikl)            |
| 1966 | Oshawa Generals                            |
| 1965 | Niagara Falls Flyers (klub zanikl)         |
| 1964 | Toronto Marlboros (klub zanikl)            |
| 1963 | Niagara Falls Flyers (klub zanikl)         |
| 1962 | Hamilton Red Wings (klub zanikl)           |
| 1961 | Toronto St. Michael’s Majors (klub zanikl) |
| 1960 | St. Catharines Teepees (klub zanikl)       |
| 1959 | Peterborough Petes                         |
| 1958 | Toronto Marlboros (klub zanikl)            |
| 1957 | Guelph Biltmore Mad Hatters (klub zanikl)  |
| 1956 | Toronto Marlboros (klub zanikl)            |
| 1955 | Toronto Marlboros (klub zanikl)            |
| 1954 | St. Catharines Teepees (klub zanikl)       |
| 1953 | Barrie Flyers (klub zanikl)                |
| 1952 | Guelph Biltmore Mad Hatters (klub zanikl)  |
| 1951 | Barrie Flyers (klub zanikl)                |
| 1950 | Guelph Biltmore Mad Hatters (klub zanikl)  |
| 1949 | Barrie Flyers (klub zanikl)                |
| 1948 | Barrie Flyers (klub zanikl)                |
| 1947 | Toronto St. Michael’s Majors (klub zanikl) |
| 1946 | Toronto St. Michael’s Majors (klub zanikl) |
| 1945 | Toronto St. Michael’s Majors (klub zanikl) |
| 1944 | Oshawa Generals                            |
| 1943 | Oshawa Generals                            |
| 1942 | Oshawa Generals                            |
| 1941 | Oshawa Generals                            |
| 1940 | Oshawa Generals                            |
| 1939 | Oshawa Generals                            |
| 1938 | Oshawa Generals                            |
| 1937 | Toronto St. Michael’s Majors (klub zanikl) |
| 1936 | West Toronto Nationals (klub zanikl)       |
| 1935 | Kitchener Greenshirts †                    |
| 1934 | Toronto St. Michael’s Majors (klub zanikl) |

† Poznámka: Kitchener Greenshirts vyhráli v roce 1935, poté co byl diskvalifikován tým Oshawa Generals za nominaci nezpůsobilých hráčů.

## Vítězové 1919–1933
Seznam vítězů J. Ross Robertson Cupu před vznikem juniorské A divize. Týmy, které vyhráli Memorial Cup jsou zobrazeny tučně.
| Rok  | Družstvo                      |
| ---- | ----------------------------- |
| 1933 | Newmarket Redmen              |
| 1932 | Toronto Marlboros             |
| 1931 | Niagara Falls                 |
| 1930 | West Toronto Nationals        |
| 1929 | Toronto Marlboros             |
| 1928 | Toronto Marlboros             |
| 1927 | Owen Sound Greys              |
| 1926 | Queen’s University            |
| 1925 | Toronto Aura Lee              |
| 1924 | Owen Sound Greys              |
| 1923 | Kitchener Colts               |
| 1922 | Toronto Aura Lee              |
| 1921 | Stratford Midgets             |
| 1920 | Toronto Canoe Club Paddlers   |
| 1919 | University of Toronto Schools |

## Mistři juniorské OHA 1893–1918
| Rok  | Družstvo                      |
| ---- | ----------------------------- |
| 1918 | Toronto De La Salle College   |
| 1917 | Toronto Aura Lee              |
| 1916 | Toronto Aura Lee              |
| 1915 | University of Toronto Schools |
| 1914 | Orillia                       |
| 1913 | Orillia                       |
| 1912 | Toronto Canoe Club Paddlers   |
| 1911 | Kingston Frontenacs           |
| 1910 | Kingston Frontenacs           |
| 1909 | Stratford Hockey Club         |
| 1908 | Stratford Hockey Club         |
| 1907 | Stratford Hockey Club         |
| 1906 | Port Hope                     |
| 1905 | Stratford Hockey Club         |
| 1904 | Frontenac-Beechgroves         |
| 1903 | Toronto Marlboros             |
| 1902 | Upper Canada College          |
| 1901 | Peterborough                  |
| 1900 | Stratford Hockey Club         |
| 1899 | St. George's                  |
| 1898 | Upper Canada College          |
| 1897 | Wellingtons                   |
| 1896 | Toronto Granites              |
| 1895 | Peterborough                  |
| 1894 | Peterborough                  |
| 1893 | Kingston Limestones           |

## Držitelé trofeje od roku 1919 po současnost
| Počet pohárů | Název týmu                    | Současný název                   |
| 13           | Oshawa Generals               | stejný                           |
| 10           | Toronto Marlboros             | Guelph Storm                     |
| 9            | Peterborough Petes            | stejný                           |
| 6            | Toronto St. Michael's Majors  | Mississauga St. Michael's Majors |
| 4            | Barrie Flyers                 | Sudbury Wolves                   |
| 4            | London Knights                | stejný                           |
| 3            | Kitchener Rangers             | stejný                           |
| 3            | Niagara Falls Flyers          | Sudbury Wolves                   |
| 3            | Ottawa 67's                   | stejný                           |
| 3            | Sault Ste. Marie Greyhounds   | stejný                           |
| 3            | Windsor Spitfires             | stejný                           |
| 3            | Guelph Biltmore Mad Hatters   | Kitchener Rangers                |
| 3            | Guelph Storm                  | stejný                           |
| 2            | Montreal Junior Canadiens‡    | Rouyn-Noranda Huskies            |
| 2            | Owen Sound Greys              | stejný                           |
| 2            | St. Catharines Black Hawks    | Saginaw Spirit                   |
| 2            | St. Catharines Teepees        | Saginaw Spirit                   |
| 2            | Toronto Aura Lee              | zaniklý                          |
| 2            | West Toronto Nationals        | zaniklý                          |
| 2            | Erie Otters                   | stejný                           |
| 1            | Barrie Colts                  | stejný                           |
| 1            | Belleville Bulls              | stejný                           |
| 1            | Detroit Junior Red Wings      | Plymouth Whalers                 |
| 1            | Plymouth Whalers              | stejný                           |
| 1            | Guelph Platers                | Owen Sound Attack                |
| 1            | Hamilton Fincups              | Erie Otters                      |
| 1            | Hamilton Red Wings            | Erie Otters                      |
| 1            | Kitchener Colts               | zaniklý                          |
| 1            | Kitchener Greenshirts †       | zaniklý                          |
| 1            | North Bay Centennials         | Saginaw Spirit                   |
| 1            | Queen's University            | zaniklý                          |
| 1            | Stratford Midgets             | zaniklý                          |
| 1            | Toronto Canoe Club Paddlers   | zaniklý                          |
| 1            | University of Toronto Schools | zaniklý                          |
| 1            | Owen Sound Attack             | stejný                           |

‡Montreal Junior Canadiens přešli v roce 1972 do jiné ligy.
†Kitchener Greenshirts vyhráli v roce 1935, poté co byl diskvalifikován tým Oshawa Generals za nominaci nezpůsobilých hráčů.